# Robert Böninger
Robert Gerhard Böninger (* 29. Januar 1869 in London; † 31. Oktober 1935 in Düsseldorf) war ein deutscher Maler und Grafiker der Düsseldorfer Schule.

## Leben

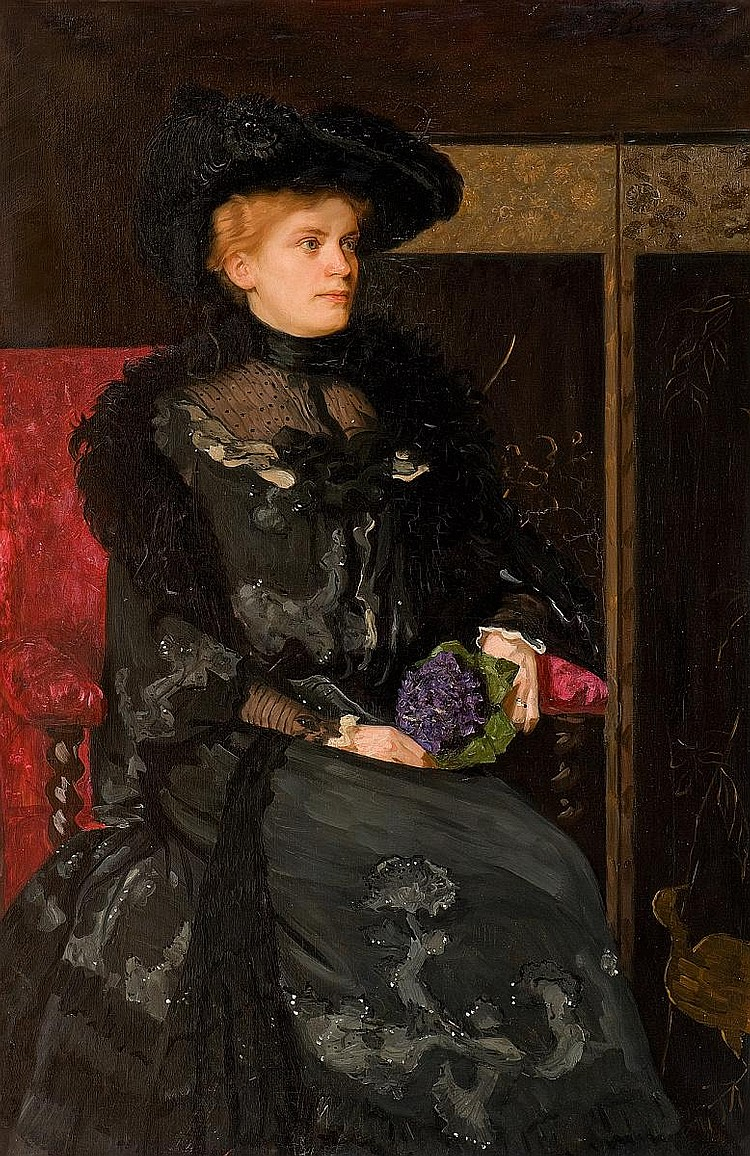
Porträt einer Dame, 1903

Von 1888 bis 1897 studierte Böninger an der Kunstakademie Düsseldorf bei den Lehrern Peter Janssen und Adolf Schill. In Düsseldorf war er Mitglied des Künstlervereins Malkasten. Außerdem war er Mitglied im Deutschen Künstlerbund. Nach einem Studienaufenthalt in Süditalien entstand 1897 das symbolistische Bild Idyll. 1905 hielt sich Böninger – wohl auf Anregung von Ludolph Berkemeier – in Noordwijk auf. 1909 lehnte er die ihm angebotene Professur an der Kunstakademie Düsseldorf ab und zog nach München. In den Jahren 1909 bis 1911 ließ er sich dort in der Nähe der späteren Gartenstadt Bogenhausen-Priel an der ehemaligen Ismaninger Straße 180 (später Oberföhringer Straße 24) von dem Architekten Paul Ludwig Troost ein großzügiges Haus mit einem Atelier bauen. In den 1920er Jahren geriet er in Vergessenheit. Er kehrte nach Düsseldorf zurück, wo er 1935 verstarb. Böninger war verheiratet mit Marie Antonie, geborene Dübbers, die seine Münchener Villa erbte. Die 1894 geborene Tochter Hertha heiratete Richard von Tiedemann (1877–1956), den Sohn von Heinrich von Tiedemann-Seeheim.

## Werke (Auswahl)
- Auferweckung des Lazarus, 1894
- Idyll, 1897
- Porträt einer Dame, 1903
- Lebensfreude, 1906

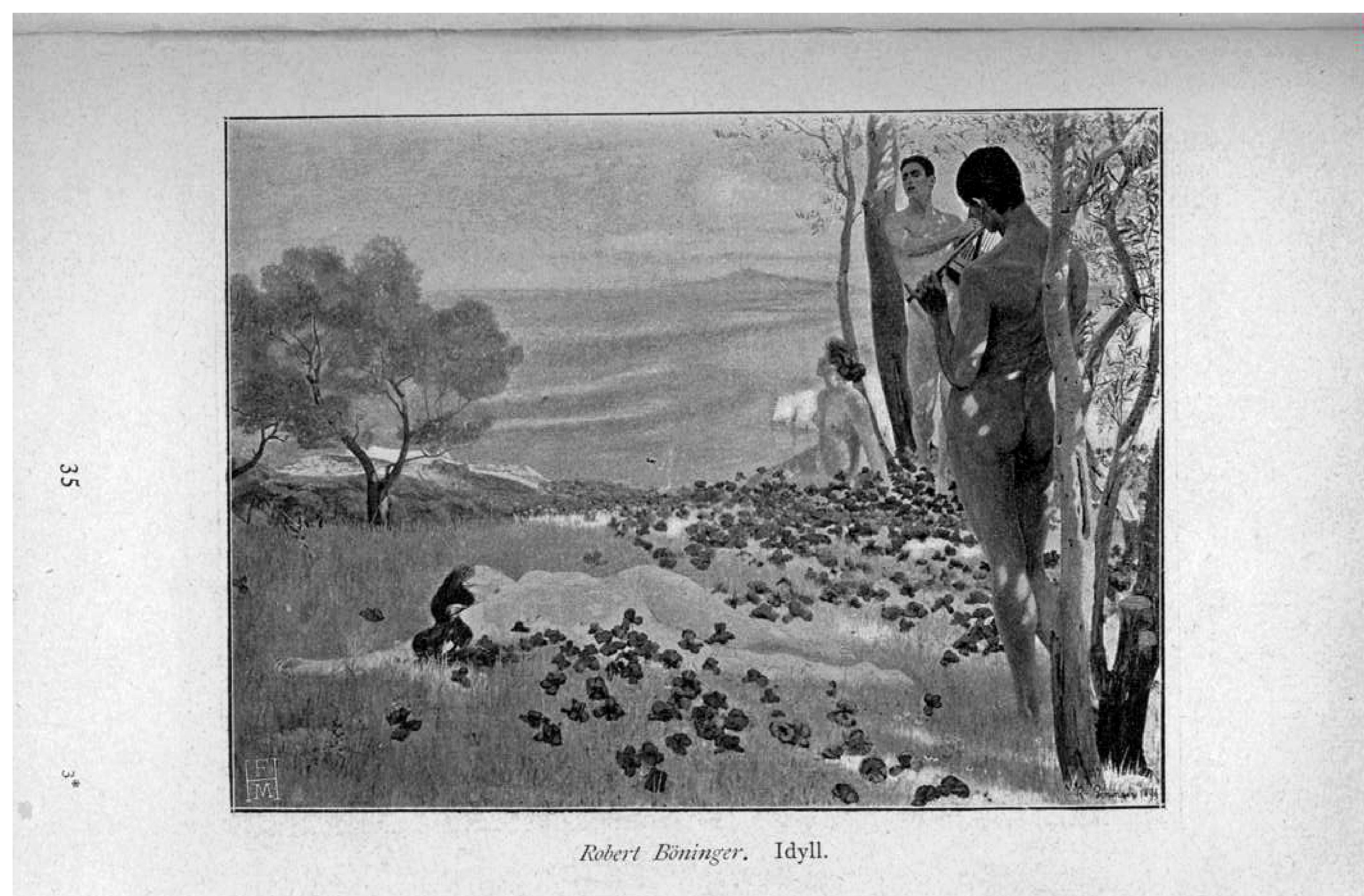
Schwarz-Weiß-Abbildung des Gemäldes Idyll, Offizieller Katalog der Münchener Jahres-Ausstellung 1898 im Kgl. Glaspalast

- Große Kunstausstellungen Düsseldorf 1909, Ausstellungsplakat, Farblithografie, 1909[6]
- Straßenszene, 1910
- Schnitter bei der Ernte, 1919